# 居住地域構造
居住地域構造（きょじゅうちいきこうぞう）とは、都市内での居住者の特徴の空間パターンおよび居住分化、すなわち居住からみた都市構造のことである。都市社会地理学における重要な研究課題となっている。

## 研究史
居住地域構造の研究は、シカゴ学派の人間生態学が基礎となり、社会地区分析や因子生態分析へ発展していった。その後一時期は研究が不活発となったが、地理情報システム（GIS）の普及などを機に再び盛んになっていった。

### 人間生態学
人間生態学（human ecology）は、都市社会学の一分野であり、都市を社会有機体として取り扱う。侵入・優占・遷移といった生態学の概念をもとに、都市内の人間の行動などを競争で説明しようとした。この競争は地代負担力の個人差により説明される。
人間生態学の概念はアーネスト・バージェスにより同心円モデルとしてシカゴの居住地域構造の説明に用いられた。移民は真っ先に都心に流入し、徐々により外側の地帯へ移動していくが、このプロセスを侵入と遷移で説明した。

### 社会地区分析
社会地区分析（social area analysis）は、都市社会の内部構造の分析方法であり、国勢調査のデータをもとに調査区単位での特徴を解明する。3つの分析的枠組（社会的地位・都市化・セグリゲーション）を考え、国勢調査データをもとに社会地区を類型化することになる。1950年代に社会学者のエシュレフ・シェヴキーおよびウェンデル・ベルなどにより行われた。
社会地区分析はエイモス・ホーリー・オーティス・ダドリー・ダンカン・J・リチャード・アドリーなどにより批判されたが、客観的な都市社会構造の評価が可能であることから研究潮流に乗っていった。都市内部の空間パターン分析に組み込まれることで、地理学でも取りあげられるようになった。

### 因子生態
因子生態（factorial ecology）は、因子分析を用いて行う住民特性や行動パターンの空間的分化の研究のことである。因子生態では因子分析を用いることで分析対象となる因子を抽出し、それぞれの因子の分布を考察する。
因子生態で取りあげられる主な因子は、社会・経済的地位因子、家族的地位因子、民族的地位因子の3つである。先進国の多くでは、社会・経済的地位因子、家族的地位因子、民族的地位因子の順に影響力が大きい。ただし、民族的地位因子は移民社会において因子としての重要性が高まる。一般に、社会・経済的地位因子はセクター状、家族的地位因子は同心円状、民族的地位因子はクラスター状の空間パターンをとるとされる。これらの因子が現実の都市の物理空間に重ね合わせられることにより、居住地域構造が形成される。
ただし、統計データや調査対象範囲の設定法、統計区の人口規模の差異などで他国都市との比較研究は容易ではなく、また同一国内の他都市でも主要因子が異なる場合もある。また、発展途上国では主要因子が異なることもある。

### GISを用いた研究
GISの普及とともに、GISを用いた社会地図の作成や、空間分析の新たな方法としてローカルモデルの開発が進められた。また、1990年代後半以降は、郊外化から都心回帰への転換という形で大都市圏の構造変容もみられたことで、居住地域構造研究への関心がさらに高まっていった。都市圏構造変化により、社会・経済的地位におけるセクター的な空間パターンの特徴が弱化し、居住地域構造自体が同心円的になってきた。
また、GISの発展に伴い小地域統計が利用できるようになり、日本の都市でもセグリゲーションの新たな研究が行われるようになった。また、エスニック・マイノリティや単身高齢者・一人親世帯などを対象とした研究も進められた。

## モデル
居住地域構造のモデルの中で最も著名なものとして、アーネスト・バージェスによる同心円モデルと、ギデオン・ショバーグ（Gideon Sjoberg）による前産業型都市モデルが挙げられる。
同心円モデルは北アメリカの都市において適合性が高かったが、前産業型都市モデルは南アメリカの都市において適合性が高かった。しかし、レオ・F・シュノール（Leo F. Schnore）により、南アメリカの都市でも工業化に伴い、前産業型都市モデルから同心円モデルへの変化がみられたことが指摘された。さらに、アーネスト・グリフィン（Ernest Griffin）とラリー・フォード（Larry Ford）によるラテンアメリカの都市モデルへの拡張、ロン・J・ジョンストンによる一般化などが進められた。
このほか、ピーター・H・マンによる、偏西風の卓越により公害の影響を受けにくい西側を社会的地位の高い地域として位置づけるイギリス工業都市の居住地域構造モデルや、ブライアン・ターンブル・ロブソン（Brian Turnbull Robson）による、住宅環境を因子に加えた居住地域構造モデル、ブライアン・ベリーとフィリップ・リーズによる、居住立地の決定を社会空間・住宅空間・コミュニティ空間・物理空間で説明する居住地域構造モデルなどが存在する。